# Маринова, Зорница
Зорница Маринова Маринова (болг. Зорница Маринова Маринова; родилась 6 января 1987 г. в городе Велико Тырново) — болгарская спортсменка по художественной гимнастике. Представляла Болгарию на двух Олимпийских играх (2004 и 2008), а также внесла свой вклад в завоевание болгарской командой четвёртого места в групповом многоборье на чемпионате мира-2007 по художественной гимнастике в городе Патры, Греция. На летних Олимпийских играх 2004 в Афинах завоевала бронзовую медаль. Маринова тренировалась в клубе Левски под руководством тренера Адриана Дунавска и Мариэла Пачалиевой (Pashalieva).

## Карьера

### 2004—2007
Дебют Мариновой состоялся в 17-летнем возрасте на летних Олимпийских играх 2004 года в Афинах, где она завоевала бронзовую медаль для болгарской команды в групповом многоборье, набрав 48.600 очков (23.400 в упражнениях с лентой и 25.200 очков в упражнениях с обручами и мячами). В состав команды входили спортсмены Жанета Илиева, Элеонора Кезова, Кристина Рангелова и сестры-близнецы Галины и Владислава Танчевы.
В 2007 году на Чемпионате мира по художественной гимнастике в Патрах, Греция, Маринова и её новая команда заняли четвёртое место.

### Летние Олимпийские Игры 2008
На летних Олимпийских играх 2008 года в Пекине Маринова выступала в команде со спортсменами Косеева, Манолова, Пановская, Taнчева, Toнгова. Команда заняла пятое место с результатом в 33.550 очков.